# Nikka Costa (album)
Nikka Costa è il primo album dell'omonima cantante nippo-americana, pubblicato dalla casa discografica CBS nel 1981, l'anno in cui lei aveva solo nove anni. L'album contiene i brani (Out Here) On My Own e So Glad I Have You, usciti come singoli.

## Tracce

### Lato A
1. Someone to Watch Over Me (Ira Gershwin, George Gershwin)
2. I Believe in Love (Danny B. Besquet/Ronald Jackson)
3. (Out Here) On My Own (Michael e Lesley Gore) - Ed. Chappell
4. Grownup World (Terry Ray, Nikka e Don Costa) - Ed. Editori Associati
5. Looking Through the Eyes of Love (Marvin Hamlisch/Carole Bayer Sager) - Ed. Chappell
6. Go Away Little Boy (James Taylor/Carly Simon)

### Lato B
1. It's Your Dream (Teddy Randazzo)
2. Maybe (Charles Strouse/Martin Charnin) - Ed. Chappell
3. Bubble Full of Rainbows (Tony Renis/Marva Jan Marrow) - Ed. Editori Associati
4. Chained to the Blues (Terry Ray Costa) - Ed. Editori Associati
5. All I Ever Need Is You (Jimmy Holiday/Eddie Reeves)
6. So Glad I Have You (Terry Ray e Nikka Costa) - Ed. Editori Associati

## Formazione
- Nikka Costa – voce
- Don Costa – chitarra
- Gaetano Leandro – sintetizzatore
- Ivo Meletti – chitarra
- Victor Bach – tastiera, pianoforte
- Ernesto Massimo Verardi – chitarra
- Julius Farmer – basso
- Carlo Russo – chitarra
- Gigi Cappellotto – basso
- Tullio De Piscopo – batteria, percussioni
- Sergio Farina – chitarra
- Giorgio Cocilovo – chitarra
- Ronnie Jackson – chitarra
- Giorgio Baiocco – sassofono tenore
- Françoise Goddard, Ornella Cherubini, Eloisa Francia, Silvia Annicchiarico, Naimy Hackett, Lella Esposito – cori